# 伊良湖岬村
伊良湖岬村（いらごみさきむら）は、愛知県渥美郡にあった村である。1955年に合併で渥美町となり、現在は田原市の最西部に該当する。
渥美半島先端に位置し、太平洋、伊勢湾に面する。村名は、伊良湖岬に由来する。

## 沿革
- 江戸時代末期、この地域は田原藩領、野村藩領、天領、寺社領、旗本領などであった。
- 1906年（明治39年）7月16日 - 伊良湖村、和地村、堀切村が合併し、伊良湖岬村となる。
- 1955年（昭和30年）4月15日 - 福江町、泉村と合併し、渥美町となる。
- 2005年（平成17年）10月1日 - 渥美町が田原市に編入される。

## 教育
- 伊良湖岬村立伊良湖岬中学校（後の田原市立伊良湖岬中学校）
- 伊良湖岬村立伊良湖小学校（後の田原市立伊良湖小学校）
- 伊良湖岬村立和地小学校（後の田原市立和地小学校）
- 伊良湖岬村立堀切小学校（後の田原市立堀切小学校）

伊良湖小学校・和地小学校・堀切小学校は2015年に統合され、新たに伊良湖岬小学校が開校した。また伊良湖岬中学校は、2019年に福江中学校へ統合された。

## 交通機関
- 軍事上の重要路線として、渥美電鉄渥美線の鉄道省による延長計画により、伊良湖村内には堀切駅（終着駅になる）の設置が予定され、実際に測量まで行われた。しかし、太平洋戦争の物資不足で工事は中断。未成線となっている。

## 神社・仏閣
- 伊良湖神社
- 常光寺
- 円通院

## その他
- 平安時代から鎌倉時代にかけて、この地域は日本三大古窯の一つ渥美窯が存在し、東大寺の瓦を生産したと伝えられていた。合併で渥美町となった後に伊良湖東大寺瓦窯跡が発見されている。